# Galeria Historii Miasta w Jastrzębiu-Zdroju
Galeria Historii Miasta w Jastrzębiu-Zdroju – instytucja kulturalna o charakterze muzealnym, znajdująca się w Jastrzębiu-Zdroju. Galeria Historii Miasta działa w ramach jastrzębskiego Miejskiego Ośrodka Kultury.
Placówka powstała w 2002 roku, a jej pierwszą siedzibą była część Publicznego Żłobka Nr 1 przy ul. Wrzosowej 14. Wobec planów powiększenia żłobka, w 2009 roku Galeria musiała opuścić zajmowane pomieszczenia. W latach 2009–2010 prowadziła działalność w Domu Zdrojowym, a w latach 2010–2023 w sanatoryjnym budynku Łazienek II. W 2023 roku siedziba instytucji została przeniesiona do budynku przedwojennego Sanatorium Spółki Brackiej. 
Aktualnie placówka posiada dwie wystawy stałe: 
- etnograficzną pt. „Śląska chata”, w ramach której odtworzono wygląd dawnych: izby mieszkalnej, komory i kuźni,
- górniczą, zaaranżowaną w postaci wyrobiska, z ekspozycją ukazującą górnicze narzędzia pracy oraz zwyczaje.

Placówka planuje zorganizowanie stałych ekspozycji, poświęconych historii miasta oraz NSZZ „Solidarność” na terenie Górnego Śląska i Zagłębia Dąbrowskiego. Ponadto Galeria organizuje wystawy czasowe. Od 2006 roku placówka wydaje kwartalnik „Biuletyn Galerii Historii Miasta”.
GHM jest obiektem całorocznym, czynnym od poniedziałku do piątku, a w okresie letnim (1 lipca – 15 września) również w niedzielę.